# Патрік Нілан
Патрік Нілан (англ. Patrick Nilan, 30 червня 1941 — 10 травня 2024) — австралійський хокеїст на траві.
Срібний призер Олімпійських Ігор 1968 року, бронзовий призер 1964 року, учасник 1972 року.